# Iñigo Royo
Iñigo Royo Argote (Vitoria, Álava, 3 de mayo de 2000) es un jugador de baloncesto español, que mide 2,04 metros y ocupa la posición de ala-pívot. Actualmente milita en el Iraurgi Saski Baloia de Segunda FEB.

## Trayectoria
Formado en las categorías inferiores de Kirolbet Baskonia, en la temporada 2017-18 formaría parte de la plantilla del junior y del Fundación Baskonia 5+11 de Liga LEB Plata, en el que jugaría 27 partidos.
En la temporada 2018-19, también formaría parte de la plantilla del filial del Kirolbet Baskonia en Liga LEB Plata.
En la temporada 2019-20, el jugador juega en el Fundación Baskonia de Liga EBA.
En la temporada 2020-21, firma por el Juaristi ISB de Liga LEB Plata. Al término de la temporada, lograría el ascenso a Liga LEB Oro, promediando 5.68 puntos en 25 encuentros disputados.
En la temporada 2021-22, renueva su contrato con el Juaristi ISB, para disputar la Liga LEB Oro.
El 27 de julio de 2023, firma por el Real Valladolid Baloncesto de la LEB Oro.
El 12 de julio de 2024 se anunció su fichaje por su anterior equipo, el Iraurgi SB que disputará la temporada 2024-25 en Segunda FEB.